# Свинища
 Тази статия е за охридското село.  За битолското вижте Свинище (община Битоля).  За кичевското вижте Свинище (община Кичево).
Свинища (на македонска литературна норма: Свиништа) е село в община Охрид на Северна Македония.

## География
Селото е разположено на 20 километра североизточно от Охрид в прохода между Плакенската и Петринската планина, на пътя Охрид – Ресен.

## История
В „Етнография на вилаетите Адрианопол, Монастир и Салоника“, издадена в Константинопол в 1878 година и отразяваща статистиката на населението от 1873 година Свинища (Svinischta) е посочено като село с 40 домакинства със 110 жители българи.
Според статистиката на Васил Кънчов („Македония. Етнография и статистика“) от 1900 година Свинища е населявано от 475 жители, всички българи християни.
На Етнографската карта на Битолския вилает на Картографския институт в София от 1901 година Свинища е чисто българско село в Охридската каза на Битолския санджак с 60 къщи.
В началото на XX век цялото население на селото е под върховенството на Българската екзархия. По данни на секретаря на екзархията Димитър Мишев („La Macédoine et sa Population Chrétienne“) в 1905 година в Свинища има 480 българи екзархисти.
При избухването на Балканската война в 1912 година 3 души от Свинища са доброволци в Македоно-одринското опълчение.
Според преброяването от 2002 година селото има 64 жители северномакедонци.
| Националност     | Всичко |
| северномакедонци | 64     |
| албанци          | 0      |
| турци            | 0      |
| роми             | 0      |
| власи            | 0      |
| сърби            | 0      |
| бошняци          | 0      |
| други            | 0      |

В селото има църква „Свети Никола“, изградена в 1934 година, и параклис „Успение Богородично“.

## Личности
Родени в Свинища
- Георги Ив. Чавдаров, македоно-одрински опълченец, 30-годишен, земеделец, 4 рота на 9 велешка дружина, ранен, носител на орден „За храброст“ IV степен[8]